# Quinara
Quinara is een centraal gelegen regio van Guinee-Bissau. Het is een van de kleinere van de acht regio's van Guinee-Bissau en heeft het op een na laagste bevolkingsaantal van het land. Quinara is bijna 3200 vierkante kilometer groot en had in 2005 bijna 53.000 inwoners. De regionale hoofdstad is Buba.

## Grenzen
De regio Quinara ligt in het westen tegen de Atlantische Oceaan.
De regio heeft verder drie regionale grenzen:
- Het wordt in het noorden door een rivier van de regio Oio gescheiden.
- Het grenst in het oosten aan de regio Bafatá.
- En in het zuiden aan de regio Tombali.

## Sectoren
De regio is onderverdeeld in vier sectoren:
- Buba
- Empada
- Fulacunda
- Tite

Bafatá · Biombo · Bissau · Bolama · Cacheu · Gabú · Oio · Quinara · Tombali